# Renaissance Center 300 Tower
Renaissance Center 300 Tower – wieżowiec w Detroit w USA, zaprojektowany przez John Portman & Associates.
Jego budowa rozpoczęła się w roku 1973, a zakończyła w roku 1977. Został wykonany w stylu modernistycznym. Ma 159 metrów wysokości i 39 pięter nadziemnych. Pod ziemią znajdują się jeszcze 2 kondygnacje. Jest jednym z czterech identycznych budynków wchodzących w skład Renaissance Center. Wieżowiec ten znajduje się w czołówce najwyższych w Detroit. Na 2. piętrze tego budynku mieści się centrum konferencyjne "The Renaissance Conference Center".